# Yevhen Zubeyko
Yevhen Anatoliyovych Zubeyko (tiếng Ukraina: Євген Анатолійович Зубейко; sinh ngày 30 tháng 9 năm 1989) là một cầu thủ bóng đá người Ukraina thi đấu ở vị trí hậu vệ phải cho câu lạc bộ bóng đá Đức Eintracht Emseloh.